# Скотт, Эндрю
Э́ндрю Скотт (англ. Andrew Scott; род. 21 октября 1976) — ирландский актёр театра, кино и телевидения.

## Ранние годы и образование
Эндрю Скотт родился в Дублине, Ирландия. Его мать, Нора Скотт, была учительницей рисования, а отец, Джим Скотт, работал в агентстве по трудоустройству. У него есть две сестры. Скотт окончил католическую школу Гонзага-колледж, после чего изучал драматическое искусство в Тринити-колледже при Дублинском университете.

## Актёрская карьера
Скотт дебютировал на большом экране с главной ролью в фильме 1995 года «Корея». Вслед за небольшой ролью в фильме Спилберга «Спасти рядового Райана», Скотт и режиссёр Карел Рейш работали над классической американской пьесой «Долгий день уходит в ночь», за которую в 21 год Эндрю получил независимую премию «Дух жизни» в номинации «Лучший актёр второго плана».
После этого он сыграл в «Норе» с Юэном Макгрегором, в «Американце» Генри Джеймса вместе с Дайаной Ригг и Мэттью Модайном, затем дебютировал в спектакле «Песнь Дублина» Конора Макферсона с Брайаном Коксом в лондонском «Royal Court Theatre». Затем он был в актёрском составе драмы «Долгота», выигравшей BAFTA, с Майклом Гэмбоном. А также в сериале, получившем многочисленные премии, — «Братья по оружию».
За роль в «Трупах» он получил премию как лучший актёр на «Irish Film Awards», обогнав Колина Фаррелла, Киллиана Мёрфи, Эйдана Куинна. За эту же роль он получил награду Shooting Star на Берлинском кинофестивале.
Премию имени Лоренса Оливье Эндрю Скотт получил за роль в спектакле «A Girl in a Car with a Man» в «The Royal Court», а премию «Выбор зрителей» за роль в «Аристократах» Национального театра. Он создал образы двух братьев-близнецов в оригинальной пьесе Кристофера Шина «Умирающий город» в The Royal Court, которая впоследствии была номинирована на Пулитцеровскую премию.
Эндрю Скотт принимал участие в «Джоне Адамсе» HBO с Лорой Линни и Полом Джаматти, его театральные работы включают «Волнорез», моноспектакль, написанный специально для него получившим премию Оливье драматургом Саймоном Стивенсом, и «Вертикальный Час» — восторженно встреченный критиками бродвейский дебют с Джулианной Мур, написанный Дэвидом Хэром и поставленный Сэмом Мендесом. 
В пьесе «Cock», выигравшей в конце 2009 года премию Лоренса Оливье 2010, Эндрю Скотт сыграл главную роль вместе с Беном Уишоу, Кэтрин Паркинсон и Полом Джессоном. В сериале «Война Фойла» — заключённого, позволившего себе страдать за преступление, которое он не совершал. Его работа была описана в Slant Magazine как «выдающаяся».
В «Chasing Cotards» (короткометражный фильм режиссёра Эдварда Л. Дарка, сделанный специально для показа в IMAX), Пол Маккартни в Lennon Naked и в экранизации повести Антона Чехова «Дуэль» (режиссёр Довер Косашвили) у Скотта были главные роли.
В 2019 году на сцене лондонского театра Олд Вик Эндрю Скотт в пьесе Ноэля Кауарда (постановка Мэттью Уорчаса) «Настоящая комедия» воплотил образ одинокого актёра Гарри Эссендина, встречающего кризис среднего возраста. Эта роль принесла ему ещё одну премию Лоуренса Оливье в категории «Лучшая мужская роль в пьесе». Скотт также исполнил роль священника во втором сезоне сериала «Дрянь», принёсшую ему похвалу от критиков, а также премию «Выбор телевизионных критиков» и номинации на «Спутник», «Золотой глобус» и Гильдии киноактёров США.
За главную роль в картине «Незнакомцы» удостоен премии в категории «Лучший актёр» Национального общества кинокритиков США и номинации на «Золотой глобус».

## Личная жизнь
Эндрю Скотт — открытый гей.

## Фильмография
| Год       |     | Русское название                     | Оригинальное название                  | Роль                 |
| --------- | --- | ------------------------------------ | -------------------------------------- | -------------------- |
| 1995      | ф   | Корея                                | Korea                                  | Имон Дойл            |
| 1998      | ф   | Спасти рядового Райана               | Saving Private Ryan                    | солдат на пляже      |
| 2000      | ф   | Долгота                              | Longitude                              | Джон Кэмпбел         |
| 2000      | ф   | Нора                                 | Nora                                   | Майкл Бодкин         |
| 2001      | с   | Братья по оружию                     | Band of Brothers                       | Джон «Ковбой» Холл   |
| 2003      | док | Убить Гитлера                        | Killing Hitler                         | снайпер              |
| 2003      | ф   | Трупы                                | Dead Bodies                            | Томми Макганн        |
| 2004      | с   | Моя жизнь в кино                     | My Life in Film                        | Джонс                |
| 2007      | с   | Секреты ядерного оружия              | Nuclear Secrets                        | Андрей Сахаров       |
| 2008      | с   | Джон Адамс                           | John Adams                             | Уильям Смит          |
| 2008      | тф  | Маленькая ложь во спасение           | Little White Lie                       | Барри                |
| 2010      | ф   | Дуэль                                | Anton Chekhov’s The Duel               | Лаевский             |
| 2010      | тф  | Леннон без прикрас                   | Lennon Naked                           | Пол Маккартни        |
| 2010—2017 | с   | Шерлок                               | Sherlock                               | Джим Мориарти        |
| 2010      | кор | Тихие вещи                           | Silent Things                          | Джейк                |
| 2010      | кор | Преследуя синдром Котара             | Chasing Cotards                        | Харт Эллиот-Хинвуд   |
| 2010      | с   | Война Фойла                          | Foyle’s War                            | Джеймс Деверо        |
| 2011      | с   | Час                                  | The Hour                               | Адам Ле Рэй          |
| 2012      | кор | Морская дамба                        | Sea Wall                               | Алекс                |
| 2012      | тф  | Козёл отпущения                      | The Scapegoat                          | Пол                  |
| 2012      | с   | Отключка                             | Blackout                               | детектив Бэвен       |
| 2012      | с   | Городок                              | The Town                               | Марк Николас         |
| 2013      | ф   | Лок                                  | Locke                                  | Донал                |
| 2013      | ф   | Мальчишник по-ирландски              | The Stag                               | Дэвин                |
| 2013      | тф  | Наследство                           | Legacy                                 | Виктор Козлов        |
| 2014      | ф   | Зал Джимми                           | Jimmy’s Hall                           | отец Шеймус          |
| 2014      | ф   | Гордость                             | Pride                                  | Гетин                |
| 2015      | ф   | Виктор Франкенштейн                  | Victor Frankenstein                    | Родерик Турпин       |
| 2015      | ф   | 007: Спектр                          | Spectre                                | Макс Денби           |
| 2016      | ф   | Алиса в Зазеркалье                   | Alice Through the Looking Glass        | врач Эддисон Беннетт |
| 2016      | ф   | Отрицание                            | Denial                                 | Энтони Джулиус       |
| 2016      | ф   | Фантастическая любовь и где её найти | This Beautiful Fantastic               | Вернон               |
| 2016      | ф   | Пустая корона                        | The Hollow Crown                       | Людовик XI           |
| 2017      | ф   | Чёртов красавчик                     | Handsome Devil                         | Дэн Шерри            |
| 2017      | с   | Шарлатаны                            | Quacks                                 | Чарльз Диккенс       |
| 2018      | тф  | Король Лир                           | King Lear                              | Эдгар                |
| 2019      | с   | Дрянь                                | Fleabag                                | священник            |
| 2019      | с   | Чёрное зеркало: Осколки              | Black Mirror: Smithereens              | Крис Гиллхейни       |
| 2019      | с   | Современная любовь                   | Modern Love                            | Тобби                |
| 2019      | ф   | 1917                                 | 1917                                   | лейтенант Лесли      |
| 2019—2022 | с   | Тёмные начала                        | His Dark Materials                     | полковник Джон Парри |
| 2021      | с   | Погоня за любовью                    | The Pursuit of Love                    | лорд Мерлин          |
| 2021      | ф   | Осло                                 | Oslo                                   | Терье Руд-Ларсен     |
| 2023      | ф   | Незнакомцы                           | All of Us Strangers                    | Адам                 |
| 2024      | с   | Рипли                                | Ripley                                 | Том Рипли            |
| 2025      | ф   | Снова в деле                         | Back in Action                         | Барон                |
| 2025      | ф   | Голубая луна                         | Blue Moon                              | Ричард Роджерс       |
| 2025      | ф   | Достать ножи: Проснись, мертвец      | Wake Up Dead Man: A Knives Out Mystery | Ли Росс              |
| 2025      | ф   | Давление                             | Pressure                               | Джеймс Стэгг         |

## Награды и номинации
| Ассоциация                     | Год  | Категория                                                                 | Работа                      | Результат |
| ------------------------------ | ---- | ------------------------------------------------------------------------- | --------------------------- | --------- |
| «Золотой глобус»               | 2020 | Лучшая мужская роль второго плана — мини-сериал, телесериал или телефильм | Дрянь                       | Номинация |
| BAFTA TV                       | 2012 | Лучшая мужская роль второго плана                                         | Шерлок                      | Победа    |
| BIFA                           | 2014 | Лучшая мужская роль второго плана                                         | Гордость                    | Победа    |
| «Выбор телевизионных критиков» | 2020 | Лучшая мужская роль второго плана в комедийном сериале                    | Дрянь                       | Победа    |
| IFTA                           | 2003 | Лучшая мужская роль — кинофильм                                           | Трупы                       | Победа    |
| IFTA                           | 2013 | Лучшая мужская роль второго плана — телесериал                            | Шерлок                      | Победа    |
| IFTA                           | 2014 | Лучшая мужская роль второго плана — кинофильм                             | Мальчишник по-ирландски     | Номинация |
| IFTA                           | 2015 | Лучшая мужская роль второго плана — драматический телесериал              | Шерлок                      | Номинация |
| IFTA                           | 2015 | Лучшая мужская роль второго плана — кинофильм                             | Гордость                    | Номинация |
| IFTA                           | 2017 | Лучшая мужская роль второго плана — драматический телесериал              | Пустая корона               | Номинация |
| IFTA                           | 2018 | Лучшая мужская роль второго плана — кинофильм                             | Чёртов красавчик            | Номинация |
| Премия Лоренса Оливье          | 2005 | Выдающиеся заслуги в аффилированном театре                                | Девушка в машине с мужчиной | Победа    |
| Премия Лоренса Оливье          | 2018 | Лучший актёр                                                              | Гамлет                      | Номинация |
| Премия Лоренса Оливье          | 2020 | Лучший актёр                                                              | Настоящая комедия           | Победа    |
| «Спутник»                      | 2020 | Лучшая мужская роль второго плана — мини-сериал, телесериал или телефильм | Дрянь                       | Номинация |
| Премия Гильдии киноактёров США | 2020 | Лучшая мужская роль в комедийном сериале                                  | Дрянь                       | Номинация |
| Премия Гильдии киноактёров США | 2020 | Лучший актёрский состав в комедийном сериале                              | Дрянь                       | Номинация |
| Long Key Awards                | 2022 | Лучший актёр в короткометражном фильме                                    | Познание                    | Номинация |
| «Золотой глобус»               | 2025 | Лучший актёр мини-сериала или телефильма                                  | Рипли                       | Ожидается |